# 이항 회귀
이항 회귀(Binomial regression)는 통계학에서 반응(Y)이 이항 분포를 갖는 회귀 분석 기술이다. 이는 일련의 n개의 독립적인 베르누이 시행의 성공 횟수이며 각 시행은 성공 확률 p를 갖는다. 이항 회귀에서 성공 확률은 설명 변수와 관련이 있다. 일반 회귀의 해당 개념은 관찰되지 않은 응답의 평균값을 설명 변수와 연관시키는 것이다.
이항 회귀는 이항 회귀와 밀접한 관련이 있다. 이항 회귀는 n=1인 이항 회귀 또는 그룹화되지 않은 이진 데이터에 대한 회귀로 간주될 수 있는 반면, 이항 회귀는 그룹화된 이진 데이터에 대한 회귀로 간주될 수 있다. 이항 회귀 모델은 이산 선택 모델의 한 유형인 이항 선택 모델과 본질적으로 동일하다. 주요 차이점은 이론적 동기에 있다. 기계 학습에서 이항 회귀는 확률 분류의 특수한 사례로 간주되므로 이진 분류의 일반화이다.

## 같이 보기
- 포아송 회귀
- 예측 모델링